# Unió Deportiva Cassà
La Unió Deportiva Cassà es un club de fútbol español, del municipio de Cassá de la Selva (Gerona). Actualmente milita en Segunda Catalana.

## Historia
En 1913 nació el CF Pàtria, primer equipo de Cassá de la Selva. En 1921 se creó el CF Cassà. Más tarde se fundó la UD Cassà. Acabada la Guerra Civil, en 1946, se refundó el actual UD Cassà.
La temporada 2006/07 logró el mayor éxito de su historia al ascender por primera vez en su historia a categoría nacional, tras proclamarse campeón de Primera Catalana. Se mantuvo en Tercera División durante tres temporadas, siendo su mayor éxito el 13º puesto logrado la temporada 2008/09. 
Lastrado por problemas económicos y acumulando una deuda de 54.000 euros, al finalizar la temporada 2009/10 la asamblea de socios acordó descender dos categorías, hasta Regional Preferente.

## Palmarés
- 1 vez campeón de Primera Catalana (2006-2007)